# Evolutionäre Erkenntnistheorie
Die Evolutionäre Erkenntnistheorie (englisch evolutionary epistemology) ist ein von verschiedenen Disziplinen ausgehendes Programm, um eine Erkenntnistheorie und vor allem eine Erkenntniskritik des menschlichen Erkenntnisvermögens auf Basis der Evolutionstheorie beziehungsweise der Naturgeschichte des Menschen zu formulieren.
Hauptvertreter sind Donald T. Campbell, Gerhard Vollmer, Rupert Riedl, Konrad Lorenz und Karl Popper.
Eine ideengeschichtliche Verwandtschaft besteht auch zum Ansatz der dem radikalen Konstruktivismus zugeordneten Neurobiologen Humberto Maturana und Francisco Varela.
Die Evolutionäre Erkenntnistheorie ist nicht mit der Erkenntnistheorie der Evolution (Richard Dawkins, Jack Sepkoski, Stephen Jay Gould und anderen) zu verwechseln.

## Geschichte
Erste Ansätze einer evolutionären Erkenntnistheorie stammten von Herbert Spencer und Georg Simmel. Die meisten Ansätze evolutionärer Erkenntnistheorien berufen sich aber auf eine Stelle aus Natural Kinds von Willard Van Orman Quine von 1969. In diesem Aufsatz fragt er sich, warum die Kategorien unserer Sprache denen der Welt entsprechen sollten. Er vertritt die These, dass wir geboren werden mit der Fähigkeit, Kategorisierungen zu bilden, die uns helfen zu überleben, denn: “Creatures inveterately wrong in their inductions have a pathetic but praiseworthy tendency to die before reproducing their kind.” („Lebewesen, die mit ihren induktiven Schlüssen immer wieder falschliegen, neigen – zwar bedauerns-, aber auch dankenswerterweise – dazu zu sterben, bevor sie ihre Art fortpflanzen können.“) Quine ist Kohärentist und Naturalist, weshalb für ihn die Lösung philosophischer Probleme durch naturwissenschaftliche Erkenntnisse zulässig ist. In der kohärentistischen Position findet die Rechtfertigung unserer Kategorien durch die Evolution bei Quine erst ihren Platz.
Ähnlich argumentiert George Gaylord Simpson: „Um es grob, aber bildhaft auszudrücken: Der Affe, der keine realistische Wahrnehmung von dem Ast hatte, nach dem er sprang, war bald ein toter Affe und gehört daher nicht zu unseren Urahnen.“
Eine erste größere systematische Fassung wurde erst von Konrad Lorenz vorgelegt (Die Rückseite des Spiegels. Versuch einer Naturgeschichte des menschlichen Erkennens, 1973), die im Weiteren von Gerhard Vollmer ausgebaut wurde. Ein anderer Vertreter ist der österreichische Meeresbiologe Rupert Riedl. Er schreibt: „Mit Konrad Lorenz’ Einsicht, dass die angeborenen Formen unserer Anschauung wohl aus denselben Gründen in diese Welt passen, aus denen die Flosse des Fisches ins Wasser passt, noch bevor er aus dem Ei geschlüpft ist, entwickelte sich die ‚Evolutionäre Erkenntnistheorie‘. Sie lehrt, dass Leben, Evolution selbst, einen erkenntnisgewinnenden Prozess darstellt, gleichgültig, ob die Kenntnis auf genetischem Wege vorauserworben oder durch den assoziativen Lernvorgang des Individuums hinzugefügt wurde.“ Auch das Bewusstsein ist nach Riedl ebenfalls evolutionär entstanden: „Das Bewusstsein ist sicher durch den enormen Überlebensvorteil entstanden, durch die Fähigkeit, die Hypothese anstatt seiner selbst sterben zu lassen.“

## Korrespondenz von Umwelt und Erkenntnisvermögen
„Die erkenntnistheoretische Hauptfrage ist die nach Grund und Grad der Übereinstimmung von Erkenntnis- und Realkategorien“ (Vollmer 1998, S. 3 und S. 54). Geht ein naiver Realismus davon aus, dass die Welt genauso sei, wie der Mensch sie erkennen (kann), also dass Erkenntnis- und Realkategorien vollkommen übereinstimmen, so liefert der transzendentale Idealismus Immanuel Kants die Gegenthese: Hinter den weltlichen Erscheinungen, so wie sie wahrgenommen und erkannt werden, stehe ein „Ding an sich“, das dem Bewusstsein in seiner Eigenheit prinzipiell unzugänglich ist. Allerdings relativiert sich dieser Idealismus (zumindest bei Kant selbst) dadurch, dass der Mensch sich selbst vornehmlich ebenfalls als Gegenstand der Erfahrung wahrnimmt, und erst zum Verständnis des Handelns sich zusätzlich als freies Subjekt an sich versteht. Für die Fortführung des Idealismus (Deutscher Idealismus, Britischer Idealismus) ist entscheidend, dass Kant die Möglichkeit zu dieser Erkenntnis auf „apriorische“ Strukturen gründet, d. h. auf solche, die der Erfahrung und der Möglichkeit ihrer Überprüfung vorausgehen (namentlich die Anschauungsformen und die Kategorien).
Die modernen Naturwissenschaften setzten historisch mehr oder weniger explizit einen wissenschaftlichen Realismus voraus. Diesem zufolge kann die Erkenntnis durch wissenschaftliche Methoden die Umwelt in fortschreitender Annäherung und Selbstkorrektur deutlicher und fehlerfreier erkennen. Dabei bestand im ausgehenden 19. Jahrhundert die Gefahr einer „Psychologisierung“ der Erkenntnis, die das Entstehen der Bewusstseinsinhalte und Überzeugungen kausal herleiten konnte, aber dabei keinen Grund und kein Kriterium für die Wahrheitshaltigkeit der Erkenntnis bieten konnte.
Die evolutionäre Erkenntnistheorie versucht hier einen Balanceakt: Das „Apriori“ der vor und unabhängig von aller Erfahrung gegebenen Erkenntnisstrukturen ist demnach zwar hinsichtlich des individuellen Seins richtig, dem diese Strukturen angeboren und in diesem Sinne a priori gegeben sind. Doch diese Strukturen sind biologisch und psychologisch erklärbar aus der Stammesgeschichte des Menschen und allgemein der Evolution des Lebens: Realistische und das Reale klarer erfassende Strukturen sollen dem Selektionsdruck entspringen. Damit ist das Apriori selbst phylogenetisch, also empirisch bedingt, und kein Garant der Wahrheit und Gültigkeit der Erkenntnis, sondern der Funktionalität des Erkenntnisapparats unter Selektionsdruck.
Gerhard Vollmer:

„Unser Erkenntnisapparat ist ein Ergebnis der Evolution. Die subjektiven Erkenntnisstrukturen passen auf die Welt, weil sie sich im Laufe der Evolution in Anpassung an diese reale Welt herausgebildet haben. Und sie stimmen mit den realen Strukturen (teilweise) überein, weil nur eine solche Übereinstimmung das Überleben ermöglichte.“

Der Grad der Übereinstimmung zwischen Erkenntnis und wirklicher Umwelt ist uns demzufolge unbekannt (Vollmer, S. 137) und kann bestenfalls im Vergleich gegebener Erkenntnisvermögen in derselben Umwelt bewertet werden. Vollmers Konsequenz ist ein hypothetischer Realismus mit folgenden Annahmen: 1) dass es eine reale Welt unabhängig von Wahrnehmung und Bewusstsein gibt, 2) dass sie gewisse Strukturen hat und 3) dass diese Strukturen teilweise erkennbar sind bzw. mit denen der von uns erkannten Welt übereinstimmen (Vollmer 1998, S. 35). Das gilt dann insbesondere für die Strukturen von Raum und Zeit.

## Kritik
Diese realistische Deutung ist nicht unumstritten. Die Neurobiologen Humberto Maturana und Francisco Varela – trotz ihres Widerspruchs (vgl. ihre Bewertung des Solipsismus, 2010, S. 146) oft als radikale Konstruktivisten bezeichnet – schreiben z. B.: „Wenn wir die Existenz einer objektiven Welt voraussetzen, die von uns als den Beobachtern unabhängig und die unserem Erkennen durch unser Nervensystem zugänglich ist, dann können wir nicht verstehen, wie unser Nervensystem in seiner strukturellen Dynamik funktionieren und dabei eine Repräsentation dieser unabhängigen Welt erzeugen soll.“ (Maturana/Varela, S. 259).
In ihrem Buch Der Baum der Erkenntnis nutzen sie umgekehrt die Evolutionstheorie zur Begründung einer anti-realistischen evolutionären Erkenntnistheorie. Ein zentraler Slogan dabei ist: „Erkennen hat es nicht mit Objekten zu tun“ (Maturana/Varela, S. 262), stattdessen ist das erkennende Bewusstsein (und sein organisches Substrat) vor allem auf sich selbst bezogen. Als Folge gehören das ‚Phänomen des Erklärens‘ und das ‚erklärte Phänomen‘ nicht verschiedenen Bereichen an (Maturana/Varela, S. 257). Damit unterlaufen sie die von Vollmer gestellte Frage nach der Übereinstimmung zwischen Erkenntnis- und Realkategorien: Alles in der Welt Erkannte gehört nur dem Bereich der Erkenntnisstrukturen an.
Hier besteht die Gefahr eines Zirkelschlusses: Maturana und Varela beschreiben die Evolution des Lebens ausgehend von den materiellen Grundlagen des Universums, kommen aber zu dem Schluss, dass diese Anfangsbedingungen und der gesamte Evolutionsprozess vor allem Zustände und Produkte erst des erkennenden Bewusstseins sind, das naturgeschichtlich an ihrem vorläufigen Ende steht. Es ist fraglich, ob es so „keinen festen Bezugspunkt mehr“ (Maturana/Varela, S. 258) gibt, sondern nur Zirkularität, die sie selbst mit dem Bild der „zeichnenden Hände“ von M. C. Escher veranschaulichen, etwa im Sinne einer Autopoiesis.
Vollmer hat sowohl auf kantianische Einwände als auch auf generelle Kritik ausführlich reagiert.